# 長崎ペンギン水族館
長崎ペンギン水族館（ながさきぺんぎんすいぞくかん）は、長崎県長崎市宿町にある市立の水族館。ペンギン9種180羽とその他水族165種9,700点を飼育している。

## 施設
1959年に開館した長崎水族館を前身とする。長崎水族館は1998年3月31日に閉館したが、住民などの強い要望と署名の結果、移転・規模縮小の上で2001年4月22日に長崎ペンギン水族館として開館した。2021年現在で世界一となる9種類のペンギンを飼育し、名の通りペンギン飼育をメインにおいた水族館である。他に魚類・甲殻類なども多数飼育している。敷地面積32,000m2（陸域22,000m2・水域10,000m2）。マスコットキャラクターは「アバちゃん」。
また水族館に加え、水族館前の日見川河口域と海岸を活かした「自然体験ゾーン」がある点も特徴である。第1駐車場から水族館までは約250mの遊歩道となっているが、ここには雑木林や田などの里山を再現したビオトープが整備されている。

## 水族館
館内は順路に沿って歩いて観覧する。順路は途中で2階へ上り、再び1階へ下りてくる。昇降は階段とエレベーターで可能。

### 1階

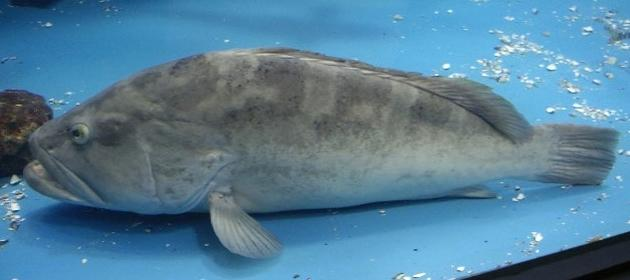
クエ

総合案内所
カタクチイワシ円形水槽カタクチイワシの群れが泳ぐ。
亜南極ペンギンプール2階の亜南極ペンギン水槽の水中部分。水深4m・水量200tのプール内をペンギンが飛ぶように泳ぐ様子が見られる。日時限定で「水中飛行〜お魚キャッチ〜」という水中給餌ショーが行われる。後述する「ぎん吉」と「ペペ」の剥製も展示されている。
長崎の海水槽水深3m・水量120tの水槽にマアジ、ギンガメアジ、マダイ、クエ、ホンソメワケベラ、ツバメウオ、ハリセンボン、シロザメ、ドチザメ、アカエイ、ウツボなど長崎県近海で見られる約40種200点以上の魚が展示されている。
多目的室長崎の海水槽に隣接している。時期によって様々な企画の展示が行われる。
温帯ペンギン中庭部分にマゼランペンギン、フンボルトペンギン、ケープペンギンの3種類のペンギンが飼育されている。
タッチプールボウシュウボラ、イシダタミヤドカリ、イトマキヒトデ、マナマコなどの生物に手で触れることができる。また、脇には長崎水族館時代から設置されていたオサガメ（1959年3月26日に福江市で捕獲された体重400キログラムの個体）の剥製が設置されており、当時と同じく甲羅の上に座ることができる。
ペンギン広場ペンギンの散歩などがここで行われる。
ペンギンショップ売店と軽食・喫茶。軽食・喫茶は出口の外側にあり、入館前または退館後に利用可能。売店は出口の内側となっている。いずれも水族館の直営ではない。

### 2階

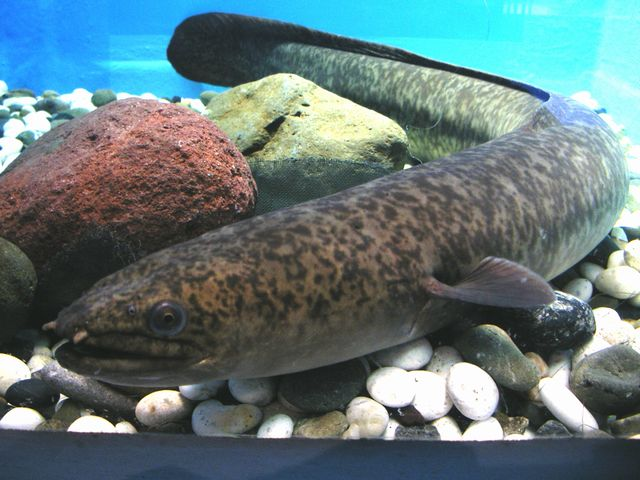
オオウナギ

ポスト水槽小分けされた水槽にタツノオトシゴ、ヘコアユとガンガゼ、クマノミ、サンゴ、セミエビ、ハナデンシャなどが飼育されている。
クラゲ水槽ミズクラゲが飼育されている。
ズームアップ水槽ボタンでカメラを操作して、水槽に展示された生物を画面越しに間近で見ることができる。
長崎の魚水槽サンゴ礁、岩礁、干潟などを再現した複数の水槽があり、それぞれの生息域に応じた生物が見られる。長崎では見られないものもいる。
- サンゴ礁 - スズメダイ類、チョウチョウウオ類、ハタタテダイ、ネンブツダイ、ナンヨウハギ、モンガラカワハギなど。
- 岩礁 - カワハギ、カサゴ、イシガキダイ、アイゴ、ササノハベラ、ゴンズイなど。
- 干潟 - トビハゼ、ムツゴロウ、シオマネキ。
- 釜山アクアリウムから贈られたコウライケツギョ。
- その他オオウナギ、カブトガニ、タカアシガニなど。

亜南極ペンギン1階の亜南極ペンギンプールの水上部分。キングペンギン、ミナミイワトビペンギン、キタイワトビペンギン、ジェンツーペンギン、ヒゲペンギンの5種類のペンギンが見られる。ミナミイワトビペンギンは別の仕切られたスペースで飼育されている。
プラー・ブック水槽メコン川だけに生息する巨大魚プラー・ブック（メコンオオナマズ）を展示。1992年にタイ政府から長崎市に寄贈された個体が20年以上飼育されている。この水槽前では写真撮影の際のフラッシュは禁止。
展望テラス
人鳥（ペンギン）情報室パネルやパソコンによるペンギンのデータベース。全18種類の現生ペンギンに加えて、絶滅した太古のペンギンの情報も収録。後述する「フジ」と「ペギー」の剥製も展示されている。
バーチャルシアター3Dシアター。映像視聴のほか、塗り絵で自分でデザインしたペンギンや魚をスクリーン内の水槽で泳がせることができる。
コガタペンギンコガタペンギンが飼育されている。このエリアでは写真撮影の際のフラッシュは禁止。
ペンギングッズギャラリー古今東西のペンギングッズ（ペもの）を展示。ペンギングッズ蒐集家・永井憲三氏のコレクションが中心で、博物館のような趣きとなっている。

### 自然体験ゾーン
ふれあいペンギンビーチ2009年7月11日オープン。飼育場しか知らないペンギンを自然の海で泳がそうという世界初の試みで、水族館に隣接する自然体験ゾーンの海浜部をネットと柵で囲い、その中に日時限定で十数羽のフンボルトペンギンを展示する。総面積は約3,700m2。展示の開始前・終了後にペンギンたちが館内を通って飼育場とビーチを往来する様子も観察できる。
カヤック受付（海洋体験館）期間・日時限定でカヤックに乗れる（有料）。
ビオトープ第1駐車場から水族館までの日見川左岸部の遊歩道に整備され、西から順に「棚田・草地」「渓流・落葉樹林」「小川・常緑樹林」「池・海岸林」が再現されている。水場にはガマ（ヒメガマ）、イネ、ハッカなどの植物が植えられ、メダカとカダヤシが泳ぐ。樹木はハゼノキ、アラカシ、ヤマザクラなどがある。ビオトープの下は河口域と海岸部だが、石段や石垣が組まれていて水際まで降りることができ、汽水域やタイドプールの多様な生物が観察できる。

## ペンギン飼育
長崎ペンギン水族館では、前身の長崎水族館時代からペンギン飼育を継続している。旧長崎水族館は捕鯨業界最大手の大洋漁業（現・マルハニチロ）と資本関係を持っており、同社の捕鯨船が南氷洋から持ち帰ったペンギンを優先的に受け取ることが可能であったため、ペンギン飼育にかけては全国有数であった。最初に飼育されたペンギンは1959年8月に南氷洋から運ばれてやってきた4羽のヒゲペンギンであった。
2015年現在ではキングペンギン、ミナミイワトビペンギン、マカロニペンギン、ジェンツーペンギン、ヒゲペンギン、マゼランペンギン、フンボルトペンギン、ケープペンギン、コガタペンギンの9種類・約180羽を飼育し、うち7種類の繁殖に成功している。
2020年2月にマカロニペンギンが繁殖のためにしものせき水族館「海響館」へ搬出された。そのため、しばらくの間8種類の展示となっていたが、同年12月にキタイワトビペンギン6羽が入館し、再び9種類の展示となった。
このほか、長崎水族館時代にはエンペラーペンギンとアデリーペンギンを飼育していたこともある。
飼育・繁殖技術については長崎水族館時代から多くのノウハウを持ち、「長崎方式」として世界にも知られている。飼育しているペンギンの約7割が繁殖したもので、繁殖賞や長期飼育記録もある。また、現在は各地の動物園・水族館で行われているペンギンのパレードは旧長崎水族館が発祥となっている。

### 飼育されていた著名なペンギン
ぎん吉オスのキングペンギン。1962年4月1日に大洋漁業の探鯨船「関丸」の船員によりクロゼ諸島で捕獲されたうちの1羽。捕鯨母船「第二日新丸」で日本に輸送され、横須賀・羽田・博多経由で4月27日に旧長崎水族館に搬入。ともに搬入された同期の仲間・ぺん吉とぎん子の間に生まれたペルとつがいになり、1977年に娘・ペペが生まれた。
1981年10月には当時存命していた同期の仲間5羽とともに国内最長飼育記録（19年5ヶ月）を達成、1992年4月には唯一存命していた同期の仲間・いさむとともに飼育30周年を迎えた。長崎水族館閉館後もペペや大勢の後輩とともに長崎ペンギン水族館で引き続き飼育された。2001年9月15日（敬老の日）には長寿を祝う会が開かれ、胸に赤い蝶ネクタイを着けた当時の姿は写真にも残されている。晩年は白内障を患ったものの健康に暮らしたが、飼育40周年を控えた2002年2月11日に老衰で死亡した。2月16日にお別れ会が開かれた。飼育期間は39年9ヶ月15日（搬入時にはすでに成鳥であったため実年齢は40歳以上）と人間でいえば100歳を超える高齢で、ペンギンの世界最長飼育記録となった。南氷洋から捕鯨船に乗って渡来したペンギンとしては世界でも最後の1羽であった。死後は剥製として保存され館内に展示されており、そばのボタンを押すと往時のぎん吉の鳴き声が流れる。また、NHK総合テレビ『世界・びっくりペンギン物語』（2002年8月19日放送）の撮影で南氷洋を訪れる取材班に遺影が託され、生前叶わなかった帰郷が実現した。上嘴中央の凸部が目立つ特徴から、当初は鼻曲りという名だった。
2018年現在でも館内のペンギンショップでは「ぎん吉セット」という飲食メニューや「ぎん吉のぬいぐるみ」が販売されているなど親しまれている。
- 同期の仲間 - ぎん吉と同時搬入された11羽のキングペンギン。飼育技術が十分に確立されていない時代から繁殖や長期飼育に成功し、長崎水族館のペンギン王国の基盤となった。極夫以外はいずれも搬入時にはすでに成鳥であり実年齢は不明。
  - ぺん吉 - オス。1965年に館内初のペアとしてぎん子とつがいになった。極夫とオス同士で親しくなり、子育てを等閑にしてしまうこともあった。1986年11月2日までの24年6ヶ月間生存した。
  - ぎん子 - メス。抱卵や育雛の要領が良く、ぺん吉とつがいになった5年間で4羽の子を育て上げ、園内散歩では行列の先頭を務めるという家長的存在であった。1970年5月8日までの8年間生存した。
  - かん子 - メス。ぎん子の死後、ぺん吉の後妻となった。1983年5月28日までの21年1ヶ月間生存した。
  - 極夫 - オス。搬入時は生後3-4ヶ月程度の幼鳥で同期の最年少。当時はキングペンギンの幼鳥の姿はあまり知られておらず、成長して初換羽するまでは飼育員にすらキングペンギンとは別種と誤認されていた。南子とつがいになったが1年で解消し、その後も親密な相手をペギー、ぺん吉（オス同士）、エンビと目まぐるしく変える風来坊であった。妻のペギーと抱卵を代わるべき時に、ぺん吉の息子（のちのローラ）の卵を献身的に抱くという一幕もあった。1988年8月19日までの26年3ヶ月間生存した。
  - 南子(みなこ) - メス。極夫とつがいになったが1年で解消。1974年には同室で4組のつがいが子育てする中で唯一独り身であった。1986年10月4日までの24年5ヶ月間生存した。
  - いさむ - オス。なみえとつがいになり、なみえの死後は7年間独身を貫いたのちエンビと再婚した。下腹部の抱卵嚢に不全があり卵を抱けなかった。ぎん吉の同期としては最も長生きし、1996年8月30日までの34年4ヶ月間生存した。
  - なみえ - メス。いさむとつがいになり1966年10月7日に産卵したが当日に死亡した。

ペペメスのキングペンギン。ぎん吉とペルの間に国内初のキングペンギン3世（国内繁殖7例目）として1977年9月24日に誕生。名前は公募の最多案（1,202通のうち26通）から採用された。幼いころに同室のエンペラーペンギン・フジに懐いてしまい、両親の元へは餌をもらいにしか戻らないほどであった。成鳥となってからもフジとは仲が良く、フジは衰弱して臥せっていた日（老衰で死ぬ2日前）でもペペに近寄ってきた。長崎水族館閉館後も父・ぎん吉とともに長崎ペンギン水族館で引き続き飼育され、父と同じく長命だったが、2012年8月20日に老衰で死亡した（34歳11ヶ月）。
飼育室ではいつも父に寄り添って過ごし、父の死後はその剥製の除幕式にも参加した。死後はペペも剥製として保存され、ぎん吉と隣り合わせに展示されている。子孫はなく、商業捕鯨に由来する先祖を持つ国内最後のペンギンであった。
- 弟妹
  - ピピー - 性別不明。1978年11月9日に孵化したが、翌年1月23日に死亡した。1962年搬入のキングペンギンにはこの他にも、早世し命名もされていない子孫が多数いた。

フジ長崎水族館時代に飼育されていたオスのエンペラーペンギン。大洋漁業の捕鯨母船「第二日新丸」が南氷洋から持ち帰り、1964年3月29日に搬入。当初はどちらかというと日陰者でフジという名も付けられていなかったが、1977年6月17日に上野動物園の個体が死亡し国内唯一のエンペラーペンギンとなったことで注目され始め、1981年7月にはエンペラーペンギンの最長飼育記録（上野動物園の17年3ヶ月）を更新した。1984年には飼育20周年を記念して故郷南極の氷が贈られ、同年5月には当時世界最高齢の泉重千代と手形・足形を交換した。1983年7月には『長崎に来たんだから 日本でただ一羽の コウテイペンギンに 会っていこう』『長崎にいるんだから 時には日本でただ一羽の コウテイペンギンに 会いにいこうか』というキャッチコピーのポスターも作成された。絵本『ひとりぼっちのペンギン』（文・鶴見正夫、絵・椎野利一、出版：チャイルド本社）、『まいごのペンギン フジのはなし』（作・鶴見正夫、絵・赤岩保元、出版：金の星社）のモデルにもなるなど、長崎水族館の顔として長年親しまれた。晩年は白内障を患い体力も衰えたが大病はなく、1992年8月半ばまでは元気な姿を見せていたが、8月23日ごろから始まった換羽に伴って体力を失い徐々に衰弱し、8月28日午後に老衰で死亡した。9月20日にお別れ会が開かれた。飼育期間は28年5ヶ月で、エンペラーペンギンの世界最長飼育記録となっている。
性格は大変穏やかで他種のペンギンともよく馴染み、摂餌時も順番はいつも最後でありながら大人しく待っていたが、アザラシ池で屋外飼育されていた際、園内で販売されていたアザラシ用の餌のアジを観客が投げ込むとそれを横取りするなど行儀の悪い一面を見せることもあった。同室でペギーやペペが生まれた際にも、故郷での子育てを思い出したのか彼女らを自らの下腹部に頻繁に誘い込み両親を慌てさせたが、ペペの場合はやがて両親から子守を任せられていた。幼いペペの観察のため壁に鏡が張られると、鏡に映った自分を見ながら羽づくろいすることが習慣になった。珍しく降雪のあった冬には、積もった雪上を腹ばいで進む「トボガン」を披露した。
ペンギン王国と呼ばれた長崎水族館で飼育された数少ないエンペラーペンギンであった。国内唯一の個体であったため、フジの死によって国内には一時的にエンペラーペンギンが不在となった。1997年にアドベンチャーワールドが南極産のエンペラーペンギンの雛20羽を搬入したことで国内での飼育が再開された。体高110センチメートル、体重35キログラム（死亡時25.2キログラム）。死後は剥製として保存されたが、死亡時が換羽期だったため労作となった。
ペギー長崎水族館時代に飼育されていたメスのキングペンギン。ぎん吉の同期の仲間・ぺん吉とぎん子の間に国内初の繁殖成功例として1965年9月2日に誕生。その誕生には同室の他のキングペンギンたちも歓声を上げて祝福し、誕生直後の動静は飼育員が飼育室前にベンチを持ち込み、睡魔や蚊と闘いながら24時間体制で見守った。名前は公募の最多案（1,271通のうち約10％）から採用された。両親の同期の仲間・極夫とつがいになったが、産んだ卵はいずれも孵化に失敗したり孵化後に早世した。性格は消極的で極度の水泳嫌いだったが、調教には積極的な興味を示し、中でも「飛び込み」のフォームは見事だった。園内散歩では行列の最後尾で遅れがちなことが多かった。
ペギーの繁殖成功により、長崎水族館は1966年に日本動物園水族館協会より繁殖賞、東京動物園協会より高碕賞を受け、1967年には日本動物園水族館協会より技術研究表彰を受けた。ペギーの後、キングペンギン以外のペンギンの国内初の繁殖成功は1980年のこととなった。1993年2月27日までの27年5ヶ月間生存し、死後は剥製となって現在の長崎ペンギン水族館2階にフジと隣り合わせに展示されている。
- 弟妹
  - ペル - 妹。1966年8月12日に国内繁殖2例目として誕生。1972年にぎん吉とつがいになり、1977年にペペが生まれた。1987年6月20日までの20年10ヶ月間生存した。
  - エンビ - 妹。1967年8月19日に国内繁殖3例目として誕生。いさむ、のちに極夫とつがいになり、極夫との間にミミ（3世ペンギン2例目・1979年3月31日-1997年8月28日）が生まれた。1987年1月23日までの19年5ヶ月間生存した。
  - ローラ - 弟。1969年8月16日に国内繁殖5例目（4例目は同年7月14日の大阪市天王寺動物園）として誕生。積極的な性格であった。1972年7月7日までの2年10ヶ月間生存した。

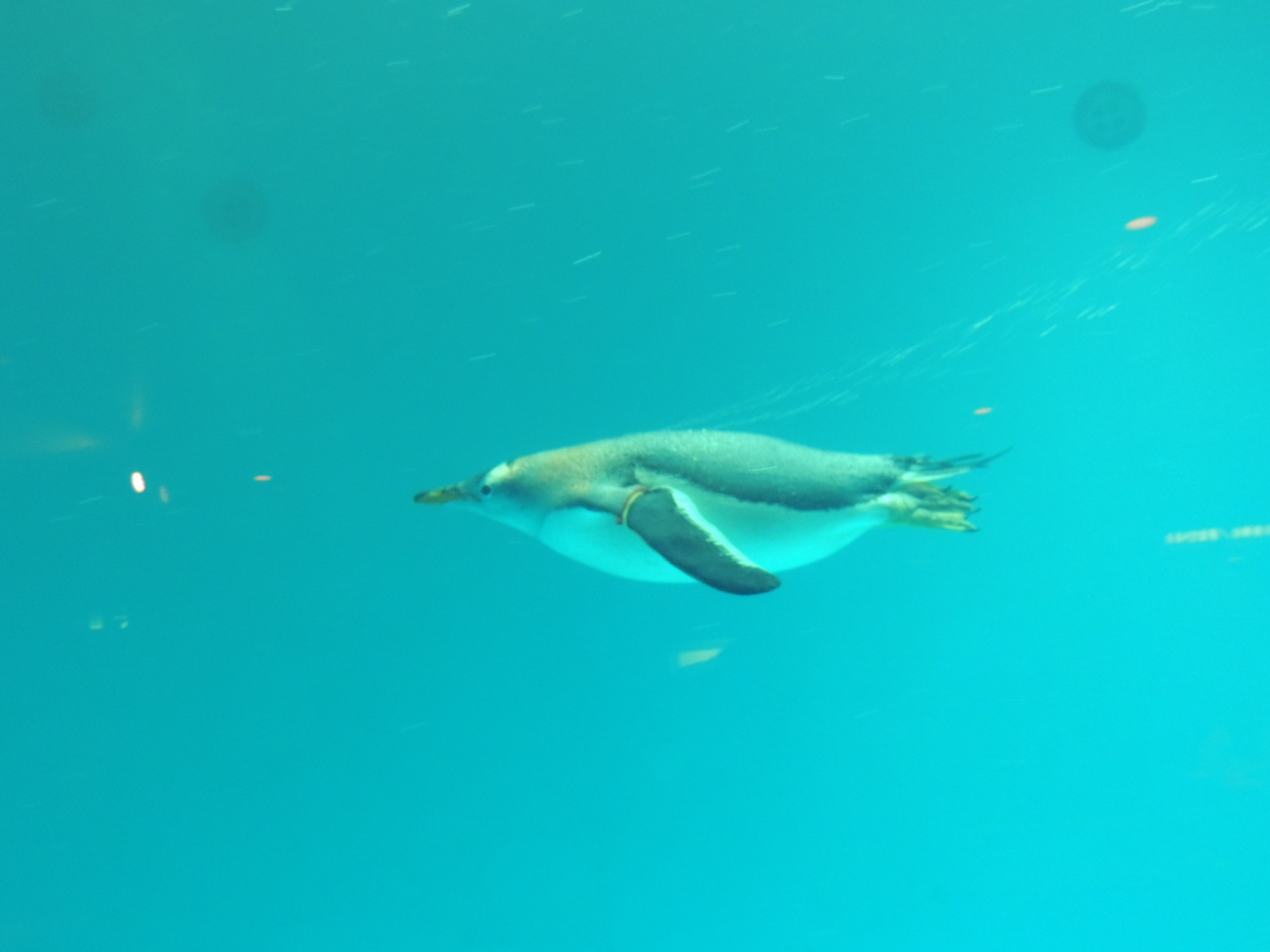
1階の水槽で泳ぐジェンツーペンギン
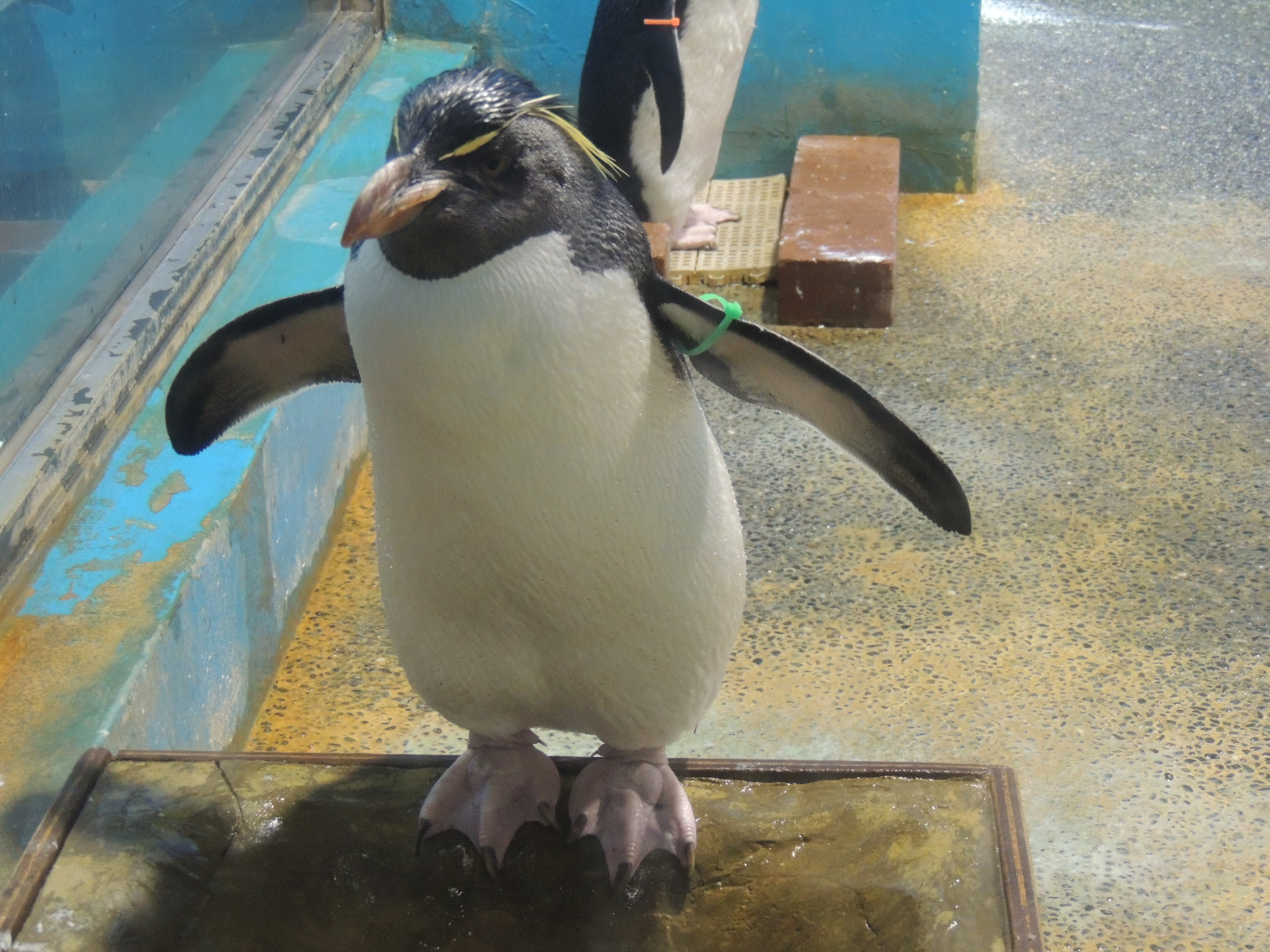
マカロニペンギン
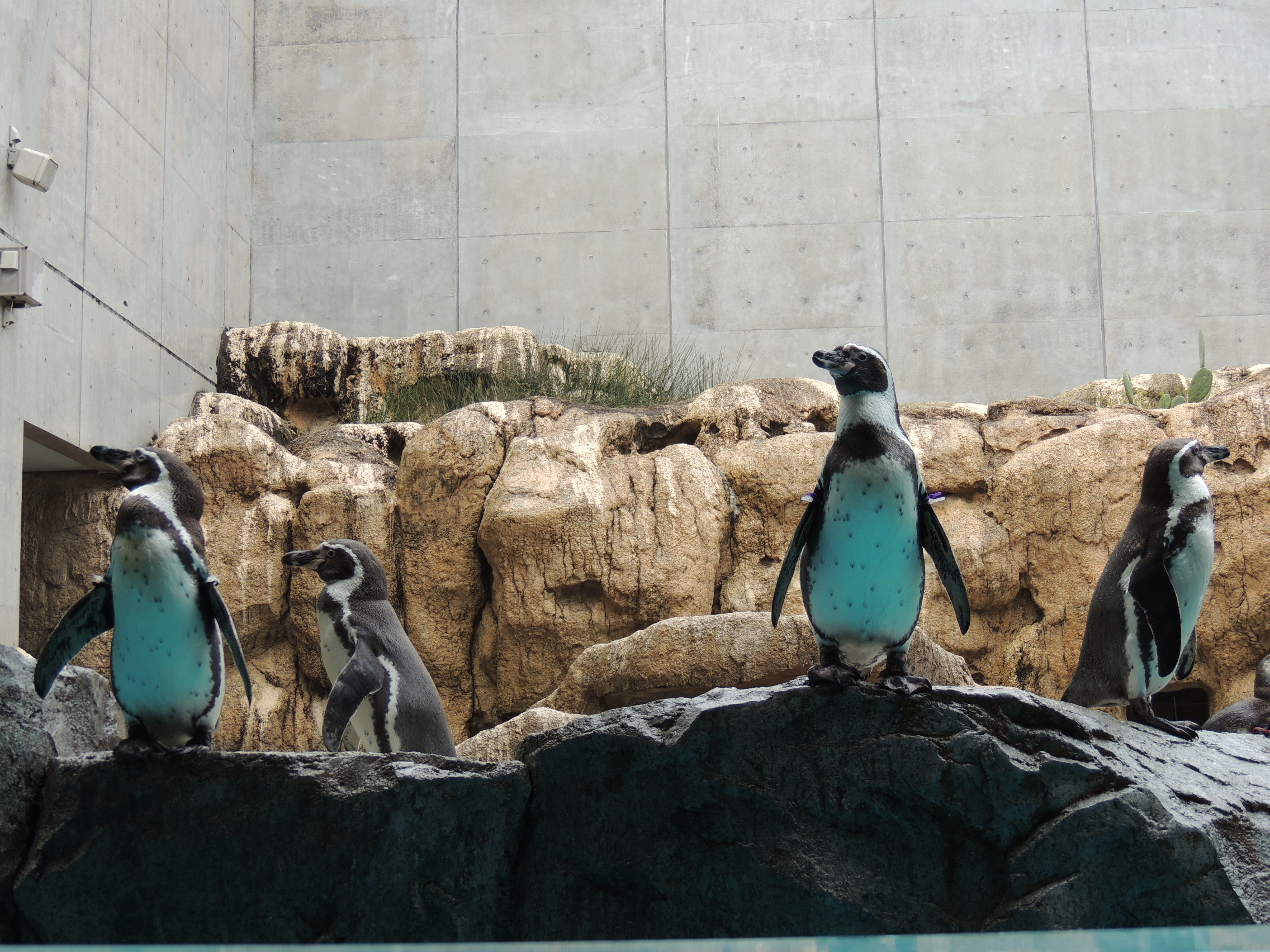
フンボルトペンギン
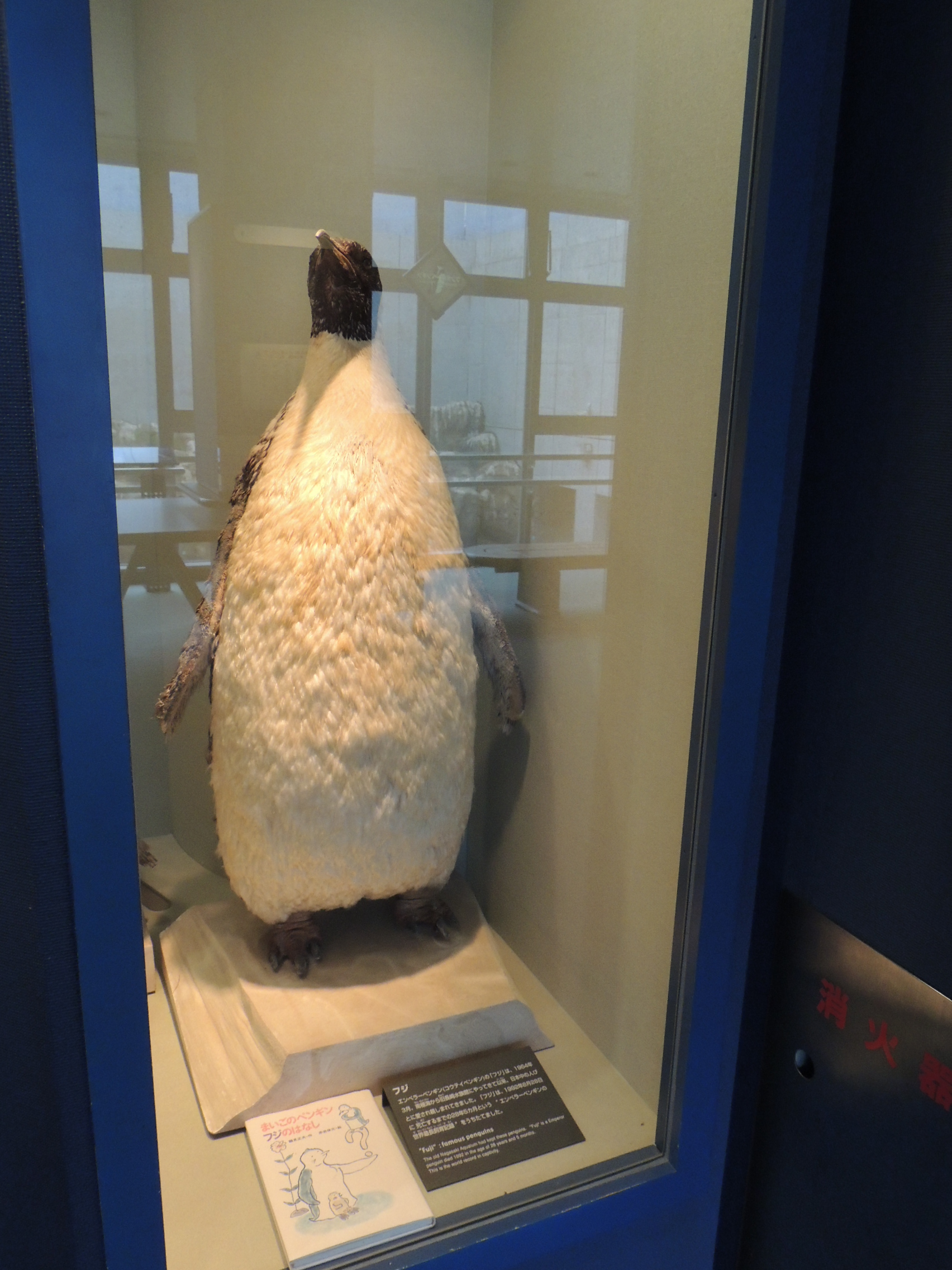
エンペラーペンギン「フジ」の剥製

## 利用
交通機関
長崎県営バスは、長崎駅前南口バス停から「網場（あば）・春日車庫」行きに乗車し、「ペンギン水族館前」で下車。
逆に長崎市街へ向かう際は「日見公園前」バス停で乗車する。
運賃は2019年10月1日現在で長崎駅前からは310円、中央橋からは270円、蛍茶屋バス停からは220円である。
車
鳥栖方面からは、長崎自動車道・長崎芒塚ICから約5分。長崎芒塚ICは長崎市街方面からは流出できない。
長崎市街方面からは、国道34号経由で約20分。
駐車場は第1駐車場と第2駐車場がある。第1駐車場から水族館までの遊歩道では自然体験ゾーンを楽しめる。第2駐車場は水族館までの距離が近い。
料金（2019年10月1日現在）
おとな520円、こども310円。15人以上の団体はおとな410円、こども250円。2011年4月1日より年間パスポート発売。おとな1,250円、こども730円。
駐車場やカヤック体験は別料金が必要だが、自然体験ゾーンは無料。
営業時間
9：00 - 17：00
年中無休